# نورد نوراطلس
نورد نوراطلس (بالإنجليزية: Nord Noratlas)‏ هي طائرة نقل عسكري، وشحن مدني، ثنائية المحركات. أنتجت في 1949 بفرنسا. من صناعة نورد للطيران. كانت تستخدم بشكل أساسي من قبل فرنسا. كان أول طيران لها في 10 سبتمبر 1949. دخلت الخدمة في 1953، انتهت خدمتها في 1989. صنع منها 425 طائرة.

## المستخدمون
- فرنسا
- ألمانيا
- اليونان
- إسرائيل